# Trampolino olimpico Toni Seelos
Il Trampolino olimpico Toni Seelos (nome ufficiale in tedesco: Toni-Seelos-Olympiaschanze è un trampolino situato a Seefeld in Tirol, in Austria, entro il complesso detto Casino Arena.

## Storia
Costruito nel 1931, originariamente si chiamava Jahnschanze; fu dedicato al campione austriaco Toni Seelos nel 1948. L'impianto, ristrutturato per l'occasione, ha ospitato le gare di salto con gli sci dal trampolino normale e di combinata nordica dei IX e dei XII Giochi olimpici invernali (le prove dal trampolino lungo si tennero sul Bergisel) e i Campionati mondiali di sci nordico del 1985.

## Caratteristiche
Originariamente il complesso era costituito da un trampolino K70 e da uno K90; in seguito alla ristrutturazione del 2003 i due trampolini ora presenti sono un HS 109 con punto K 99 (trampolino normale) e HS 75 con punto K 68 (trampolino medio); i rispettivi primati di distanza appartengono agli sloveni Marjan Jelenko (114,5 m nel 2010) e Anže Lanišek (81 m nel 2012).